# Jörg Woithe
Jörg Woithe, né le 11 avril 1963 à Berlin, est un nageur allemand, spécialiste des épreuves de nage libre. Il a représenté la RDA avant la réunification allemande.

## Biographie
Jörg Woithe est champion olympique du 100 m nage libre en 1980 et le premier européen à nager cette distance sous la barre des 50 secondes, en réalisant 49 s 81 en 1982 à Erfurt.
Toujours dans cette discipline, il est champion du monde en 1982 puis vice-champion d'Europe lors de trois championnats consécutifs (1981, 1983 et 1985).
Il est le premier champion d'Europe du 50 m nage libre en 1987.

## Palmarès

### Jeux olympiques
- Jeux olympiques de 1980 à Moscou (URSS) :
  -  Médaille d'or du 100 m nage libre (50 s 40).
  -  Médaille d'argent au titre du relais 4 × 200 m nage libre (7 min 28 s 60).

### Championnats du monde
- Championnats du monde 1982 à Guayaquil (Équateur) :
  -  Médaille d'or du 100 m nage libre (50 s 18).
  -  Médaille de bronze du 200 m nage libre (1 min 50 s 71).

- Championnats du monde 1986 à Madrid (Espagne) :
  -  Médaille de bronze au titre du relais 4 × 200 m nage libre (3 min 21 s 47).

### Championnats d'Europe
- Championnats d'Europe 1981 à Split (Croatie) :
  -  Médaille d'argent du 100 m nage libre (50 s 81).
  -  Médaille de bronze au titre du relais 4 × 100 m quatre nages (3 min 45 s 66).

- Championnats d'Europe 1983 à Rome (Italie) :
  -  Médaille d'argent du 100 m nage libre (50 s 29).
  -  Médaille d'argent du 200 m nage libre (1 min 50 s 18).
  -  Médaille d'argent au titre du relais 4 × 200 m nage libre (7 min 23 s 01).
  -  Médaille de bronze au titre du relais 4 × 100 m nage libre (3 min 23 s 02).
  -  Médaille de bronze au titre du relais 4 × 100 m quatre nages (3 min 45 s 54).

- Championnats d'Europe 1985 à Sofia (Bulgarie) :
  -  Médaille d'argent du 100 m nage libre (50 s 38).
  -  Médaille d'argent au titre du relais 4 × 100 m nage libre (3 min 22 s 32).
  -  Médaille d'argent au titre du relais 4 × 100 m quatre nages (3 min 45 s 35).

- Championnats d'Europe 1987 à Schiltigheim (France) :
  -  Médaille d'or du 50 m nage libre (22 s 66).

## Records

### Record d'Europe du 50 m nage libre
- 22 s 47 en 1987 à Munich

### Record d'Europe du 100 m nage libre
- 50 s 55 en 1980 à Magdebourg
- 50 s 21 en 1980 à Moscou
- 49 s 81 en 1982 à Erfurt
- 49 s 60 en 1982 à Guayaquil
- 49 s 58 en 1983 à Gera